# MiMA
MiMA, que significa Middle of Manhattan (lit. "en el medio de Manhattan"), es un edificio de uso mixto situado en el 450 de Calle 42 Oeste entre las Avenidas Dyer y Décima Avenida en el barrio de Hell's Kitchen, Manhattan, Nueva York. Las obras se iniciaron en 2007 y la coronación se produjo a principios de agosto de 2010. Fue diseñado por el estudio de arquitectura Arquitectonica con sede en Miami, y tiene 43 pisos de lujo en alquiler entre las plantas 7 y 50, doce pisos de apartamentos en propiedad entre las plantas 51 a 63, y un hotel de la cadena Yotel en los niveles inferiores. El edificio tiene una altura de 204 metros.
El edificio fue desarrollado por The Related Companies y Stephen M. Ross, fundador de la empresa, presidente y CEO, dijo que el proyecto "había sido bien recibido debido a sus instalaciones comunes...", que incluye un spa privado, un cine al aire libre y un centro canino. MiMA es también uno de los primeros edificios que tienen una antena de distribución que mejora la cobertura de telefonía móvil o celular en todo el edificio.
En 2012, Signature Theatre Company abrió El Pershing Square Signature Center, diseñado por Frank Gehry, en el interior del MiMA. El centro consta de tres espacios de teatro, dos estudios, un vestíbulo compartido con un bar cafetería, una librería, y un servicio de conserje, y oficinas administrativas que abarcan 70 000 pies cuadrados contiguos.
La campaña de publicidad del inmueble, llevado a cabo principalmente en anuncios ubicados en marquesinas de autobuses, daba a entender que "MiMA" hacía alusión al acrónimo de otro barrio de Manhattan, como SoHo y TriBeCa.